# Nguyễn Văn Bạo
Nguyễn Văn Bạo là một sĩ quan cấp cao trong Quân đội nhân dân Việt Nam, hàm Trung tướng. Ông nguyên là Giám đốc Học viện Chính trị - Bộ Quốc phòng. 

## Thân thế và sự nghiệp
Ông sinh ra và lớn lên ở Quế Võ, Bắc Ninh. Ông nhận học vị TS Lịch sử (7.2007), được công nhận đạt chuẩn Phó Giáo sư ngành Quân sự, chuyên ngành Lịch sử Quân sự tháng 10 năm 2016.
Ông học Trường sỹ quan Chính trị - quân sự khoá 1986-1990, tốt nghiệp ông được giữ lại Trường làm giảng viên Khoa Lịch sử Đảng của Trường sỹ quan Chính trị - quân sự. 
Tháng 9/1994, ông học Học viện Chính trị - Bộ Quốc phòng. 
Tháng 8/1996, tốt nghiệp ông được giữ lại làm giảng viên Học viện Chính trị - Bộ Quốc phòng. 
Năm 2001-2003, ông học cao học
năm 2004-2006, ông đi nghiên cứu sinh. 
Tháng 8/2008, ông được bổ nhiệm Chủ nhiệm bộ môn Lịch sử NTQS, Học viện Chính trị - Bộ Quốc phòng. 
tháng 01/2009, bổ nhiệm Phó Chủ nhiệm Khoa Lịch sử NTQS, Học viện Chính trị - Bộ Quốc phòng. 
Tháng 8/2010, đi thực tế Phó Chính ủy Bộ chỉ huy quân sự tỉnh Bình Thuận. 
Tháng 5/2011, bổ nhiệm Chủ nhiệm khoa Lịch sử NTQS, Học viện Chính trị - Bộ Quốc phòng. 
Tháng 5/2013, bổ nhiệm Phó Chủ nhiệm Chính trị Quân khu 4. 
Tháng 12/2014, bổ nhiệm Viện trưởng Viện Lịch sử QSVN và 
Tháng 12 năm 2016, bổ nhiệm giữ chức Giám đốc Học viện Chính trị - Bộ Quốc phòng..  

## Lịch sử thụ phong quân hàm
| Năm thụ phong | 7/1990                                       | 6/1993                                              | 7/1996                                    | 8/2000                                  | 7/2004                                               | 8/2008                                    | 8/2012                                           | 8/2016                                          | 7/2020                                               |
| ------------- | -------------------------------------------- | --------------------------------------------------- | ----------------------------------------- | --------------------------------------- | ---------------------------------------------------- | ----------------------------------------- | ------------------------------------------------ | ----------------------------------------------- | ---------------------------------------------------- |
| Quân hàm      | Tập tin:Vietnam People's Army Lieutenant.jpg | Tập tin:Vietnam People's Army Senior Lieutenant.jpg | Tập tin:Vietnam People's Army Captain.jpg | Tập tin:Vietnam People's Army Major.jpg | Tập tin:Vietnam People's Army Lieutenant Colonel.jpg | Tập tin:Vietnam People's Army Colonel.jpg | Tập tin:Vietnam People's Army Senior Colonel.jpg | Tập tin:Vietnam People's Army Major General.jpg | Tập tin:Vietnam People's Army Lieutenant General.jpg |
| Cấp bậc       | Trung úy                                     | Thượng úy                                           | Đại úy                                    | Thiếu tá                                | Trung tá                                             | Thượng tá                                 | Đại tá                                           | Thiếu tướng                                     | Trung tướng                                          |